# De Nios lyrikpris
De Nios lyrikpris är ett svenskt litteraturpris som delas ut av Samfundet De Nio sedan 2008. Priset har endast delats ut en gång. Prissumman är på 125 000 kronor gånger två.

## Pristagare
- 2008 – Marie Lundquist och Eva Runefelt